# Ossaea palenquensis
Ossaea palenquensis är en tvåhjärtbladig växtart som beskrevs av John Julius Wurdack. Ossaea palenquensis ingår i släktet Ossaea och familjen Melastomataceae. IUCN kategoriserar arten globalt som starkt hotad.
Artens utbredningsområde är Ecuador. Inga underarter finns listade i Catalogue of Life.